# Laanekuru
Laanekuru es una aldea del municipio de Viljandi, situado en el condado de Viljandi, Estonia. Según el censo de 2021, tiene una población de 17 habitantes.

## Demografía
| 24                                                                                | 22 | 17 |
| (Fuente: https://citypopulation.de/en/estonia/viljandi/viljandi/4021__laanekuru/) |    |    |